# Обецата каракара
Обецатата каракара (Phalcoboenus carunculatus) е вид хищна птица от семейство Соколови. Има външна прилика с планинската каракара.

## Разпространение
Разпространена е в Колумбийските и Еквадорските Анди, с неравномерна плътност.